# ウイルソン・ペドラジ・デ・オリベイラ
ウイルソン（Uilson）ことウイルソン・ペドラジ・デ・オリベイラ（Uilson Pedruzzi de Oliveira、1994年4月28日 - ）は、ブラジル・バイーア州ムクリ出身のサッカー選手。コインブラECに所属している。ポジションはゴールキーパー。
「ウイルソン・ペドルッジ・ジ・オリヴェイラ」と表記されることもある。

## 経歴

### クラブ
2014年、ブラジル・カンピオナート・ブラジレイロ・セリエAのアトレチコ・ミネイロのトップチームへ昇格した。

### 代表
2016年6月29日にU-23ブラジル代表としてリオデジャネイロオリンピックのメンバーに選出された。

## タイトル

### クラブ
アトレチコ・ミネイロ
- コパ・ド・ブラジル：1回 (2014)
- レコパ・スダメリカーナ：1回 (2014)
- カンピオナート・ミネイロ：2回 (2015, 2017)

### 代表
U-23ブラジル代表
- オリンピック 金メダル：1回 (2016)